# پاوو نورمی
پاوو یوهانس نورمی (۱۳ ژوئن ۱۸۹۷ - ۲ اکتبر ۱۹۷۳)ورزشکار مرد رشتهٔ دو و میدانی اهل فنلاند است.
از پاوو نورمی با لقب فنلاندی پرنده نام برده می شد چرا که در سراسر قرن بیستم هیچ حریفی هم تراز وی در دوهای با مسافت بالا پیدا نشد. وی در بین سال‌های ‎۱۹۲۰ تا ۱۹۲۸ میلادی در مسابقات بازی‌های المپیک تابستانی در مجموع ۱۲ مدال، شامل ۹ مدال طلا و ۳ نقره کسب کرد.
اخیرا به افتخار این اسطوره دو و میدانی، یکی از بزرگترین تحقیقات ورزشی اروپا که توسط گروهی از محققین اتریشی-سویسی به رهبری دکتر کاتارینا ویرنیتزر انجام می‌شود "تحقیق نورمی" نام گذاری شده است. 